# Chamobates javensis
Chamobates javensis är en kvalsterart som först beskrevs av Hammer 1979.  Chamobates javensis ingår i släktet Chamobates och familjen Chamobatidae. Inga underarter finns listade i Catalogue of Life.